# Problem Dog
"Problem Dog" es el séptimo episodio de la cuarta temporada de la serie dramática de televisión estadounidense Breaking Bad, y el episodio número 40 en general de la serie. Se emitió originalmente en AMC en los Estados Unidos el 28 de agosto de 2011.

## Trama
Después de que Skyler le dice a Walter que ha negociado la devolución del Dodge Challenger de Walter Jr. al concesionario, Walter conduce enojado el Challenger a un estacionamiento. Allí realiza trucos, quema llantas y deja varado el auto en un divisor de estacionamiento cuando pierde el control y no lo puede sacar, luego mete los papeles de propiedad en el tanque de gasolina, les prende fuego y hace estallar el auto. Saul Goodman encubre el arrebato, que le cuesta a Walter $52000 dólares.
Cuando Walter luego le entrega aproximadamente $274000 dólares (sus ganancias quincenales) a Skyler, ella se sorprende por la cantidad, sin saber cómo lavará sus ganancias anuales del laboratorio de metanfetamina de más de $7 millones al año, en su mayoría en billetes de $50, a través de su lavado de autos. Mientras tanto, Hank visita Los Pollos Hermanos con Walter, Jr. y logra obtener las huellas dactilares de Gus Fring en un vaso.
Walter convence a Jesse de usar su nuevo puesto como secuaz en la organización para matar a Gus, y prepara un poco de veneno de ricina en el laboratorio que Jesse esconde en uno de sus cigarrillos. Mike lleva a Jesse a una reunión entre Gus y el cartel. Se le pide a Jesse que prepare café para la reunión y contempla envenenar el café, pero lo interrumpen antes de que pueda actuar. Mike se sorprende cuando el cartel envía a un solo hombre a la reunión, quien le da un ultimátum a Gus. Gus, que se había preparado para una negociación, rechaza el ultimátum. Jesse contempla dispararle a Gus cuando el representante del cartel se va, pero decide no hacerlo. Más tarde, Mike le dice a Jesse que Gus está impresionado por la lealtad de Jesse, pero que cree que es "para el tipo equivocado".
Jesse regresa a su grupo de Narcóticos Anónimos. Durante su turno, comparte discretamente sus sentimientos acerca de matar a Gale, inventado una historia sobre que dejó a un "perro problemático" que, de lo contrario, no haría nada malo. El líder del grupo le dice que no se juzgue a sí mismo, pero Jesse no está de acuerdo y les revela a todos que había usado al grupo como un mercado para vender metanfetamina, además de quejarse con el líder por no juzgar cuando hay cosas más terribles. El líder del grupo finalmente expresa su desaprobación por Jesse y Jesse se va.
Hank se reúne con Steven Gomez y George Merkert; donde comenta todos sus avances en la investigación sobre la muerte de Gale y explica su teoría de que Gus lidera una gran operación de metanfetamina. Hank también les habla sobre Madrigal Electromotive GmbH, una empresa matriz alemana que tiene una participación en Los Pollos Hermanos y que proporcionó una máquina para Gale, aunque su investigación fue detenida por su abogado; Gomez y Merkert parecen tener reparos, pero se sorprenden cuando Hank revela que las huellas dactilares de Gus en el vaso que había obtenido anteriormente de Los Pollos Hermanos coinciden con las huellas dactilares encontradas en el apartamento de Gale.

## Recepción
Matt Richenthal de TV Fanatic otorgó al episodio un 4,5 sobre 5, Seth Amitin de IGN lo calificó con un 9,5 sobre 10, elogiando tanto el episodio como la actuación de Aaron Paul en él, llamándolo "la actuación de la serie". Donna Bowman de The AV Club le dio al episodio una "A−".
En 2019, The Ringer clasificó a "Problem Dog" en el puesto 51 de su ranking con los episodios de la serie.